# Koliellaceae
Koliellaceae, poroldica zelenih alga u redu Prasiolales. Postoji šest rodova s tridesetak vrsta.

## Rodovi
1. Ekerewekia Kastovský, Fucíková, Stenclová & Brewer-Carías
2. Koliella Hindák
3. Pseudochlorella J.W.G.Lund
4. Raphidonema Lagerheim
5. Raphidonemopsis T.Deason